# Watongia
Watongia is een geslacht van uitgestorven tetrapoden dat behoort tot de Synapsida. Het leefde in het Midden-Perm (Roadien, ongeveer 270 miljoen jaar geleden) en zijn fossiele overblijfselen zijn gevonden in Noord-Amerika.

## Naamgeving
De typesoort Watongia meieri werd in 1974 benoemd door Everett Claire Olson, op basis van fossielen gevonden in de Chickashaformatie in Blaine County (Oklahoma). De geslachtsnaam verwijst naar de stad Watonga. De soortaanduiding eert Mr Meier op wiens land in de zomer van 1972 het fossiel gevonden werd.
Het holotype is UCMP 143278 (eerder UCLA VP 3132). Het omvat schedelfragmenten, drie ruggenwervels en ribben, een deel van de schoudergordel en voorpoten.

## Beschrijving
Dit dier moet ongeveer tweehonderd tot tweehonderdvijftig centimeter lang zijn geweest. Het is alleen bekend van een zeer onvolledig exemplaar. De fragmenten laten niet toe om het dier in detail te reconstrueren, maar uit een vergelijking met soortgelijke dieren (bijvoorbeeld Varanodon) is het mogelijk om te veronderstellen dat Watongia een grote kop met een brede snuit en scherpe en gebogen tanden bezat. Watongia werd gekenmerkt door de aanwezigheid van een grote hoektand, minstens twee keer zo lang als de andere maxillaire tanden. Er was ook een groot postfrontaal gebied. De poten moeten erg sterk en stevig zijn geweest, aangezien het spaakbeen sterk gebogen was en erg klein in vergelijking met het opperarmbeen. Verder blijken de vingers van de armen vrij breed te zijn geweest. Net als andere soortgelijke maar kleinere dieren (Varanodon en Aerosaurus), bezat Watongia ook een massieve, sierlijke postorbitale tuberkel.

## Fylogenie
Olson was er vast van overtuigd dat de fossielen een basale therapside vertegenwoordigden, mogelijk behorend tot de gorgonopiden. Hij was steeds naarstig op zoek naar zulke vroege vormen maar zou ze nooit eenduidig vinden. Vervolgens schreef Robert L. Carroll (1988) Watongia toe aan de eotitanosuchiërs, nog steeds in de context van een ruimere therapside plaatsing. Alleen een heronderzoek van de fossielen in 2004 maakte het mogelijk om Watongia te herkennen als een meer basale vorm. Watongia behoorde in feite tot de Varanopidae, die basaler staan dan de Sphenacodontidae (Reisz et alii, 2004). Watongia was verreweg de grootste van de varanopiden, bijna twee keer zo lang als de eerder bekende grootste vormen, zoals Varanops en Varanodon, en was ook een van de laatste.

## Paleo-ecologie
De Chickashaformatie van Oklahoma heeft de fossielen van talrijke gewervelde landdieren opgeleverd, maar deze fauna is heel anders dan de meeste van het Noord-Amerikaanse Vroeg-Perm, iets ouder: de laatsten werden gekenmerkt door grote carnivore sphenacodonten en door grote herbivore edaphosauriden. Vreemd genoeg wordt de latere Chickashaformatie gedomineerd door een archaïsch roofdier (Watongia) en archaïsche herbivore 'pelycosauriërs', zoals Cotylorhynchus.